# Orchestina erwini
Espèce
Orchestina erwini est une espèce d'araignées aranéomorphes de la famille des Oonopidae.

## Distribution
Cette espèce est endémique de la province d'Orellana en Équateur,. Elle se rencontre dans la réserve Huaorani.

## Description
Le mâle holotype mesure 1,02 mm.

## Étymologie
Cette espèce est nommée en l'honneur de Terry Erwin.

## Publication originale
- Izquierdo & Ramírez, 2017 : Taxonomic revision of the jumping goblin spiders of the genus Orchestina Simon, 1882, in the Americas (Araneae: Oonopidae). Bulletin of the American Museum of Natural History, no 410, p. 1-362 (texte intégral).